# Prince Lasha
Prince Lasha, geboren als William B. Lawsha (Fort Worth, 10 september 1929 – Oakland, 12 december 2008), was een Amerikaanse jazzmuzikant (saxofoon, fluit) van de avant-gardejazz.

## Biografie
Ornette Coleman behoorde tot de eerste partners van Lasha en beiden kenden zich reeds van de school. Later speelde hij met Harold Land. Hij verhuisde naar Oakland, waar hij Sonny Simmons ontmoette, met wie hij naar New York ging. Hij was ook te horen op de plaat Conversations resp. Musical Prophet: The Expanded 1963 New York Studio Sessions van Eric Dolphy. Simmons en hijzelf leidden samen de band Firebirds, die ook op plaat is gedocumenteerd met Bobby Hutcherson en Charles Moffett sr.. Vanaf 1965 woonde Lasha twee jaar in Europa, waar hij ook speelde met Steve Lacy, Paul Bley, Attila Zoller, Gary Peacock en Barry Altschul. Tijdens de jaren 1970 nam hij op met het sextet van Elvin Jones en Jimmy Garrison. Hij werkte ook met John Carter, King Curtis en Dewey Redman. 

## Discografie
- 1962: The Cry! (met Sonny Simmons) (Contemporary Records)
- 1965: Inside Story (Enja Records)
- 1966: Insight (CBS Records)
- 1967: Firebirds (Contemporary Records)
- 1974: Firebirds, Live At The Berkeley Jazz Festival vol. 1 (Birdseye Records)
- 1974: Firebirds, Live At The Berkeley Jazz Festival vol. 2 (Birdseye Records)
- 1974: Firebirds, Live At Monterey (Birdseye Records)
- 1982: Search For Tomorrow (Enja Records)
- 1983: And Now Music (Daagnim Records)
- 2005: The Mystery of Prince Lasha met het Odean Pope Trio[3] (CIMP)